# Кобринський Микола Миколайович
Мико́ла Микола́йович Кобринський (29 квітня 1829, Чернівці — 1893) (літературний псевдонім «Микола Гуцул») — український фольклорист, письменник та культурно-просвітній діяч.

## Життєпис
Народився в учительській сім'ї, закінчив факультети теології та філософії Львівського університету.
1852 року приступив до праці в Перегінському окрузі — як шкільний інспектор.
За його старань у Перегінському шкільному окрузі засновано 27 шкіл, в Ціневі читальню, з 1856 одночасно був священиком у Ціневі.
Дописував у газету «Зоря галицька», був позаштатним співробітником.
Окрім іншого, займався збиранням етнографічних матеріалів та народної творчості Бойківщини, Буковини, Гуцульщини.
Є укладачем збірника пісень і переказів Долинського округу та «Гуцульського словника», ними в своїх працях користувалися Я. Головацький та Євген Желехівський.
1884 року був присутнім на окружному народному вічі в Долині, на якому виступив Іван Франко з промовою — «Як нам організуватися, щоб видобутися із теперішньої, нужди», в якій закликав «Просвіту» та інші товариства ширити
знання серед народу.